# アンバサダー・アパートメンツ

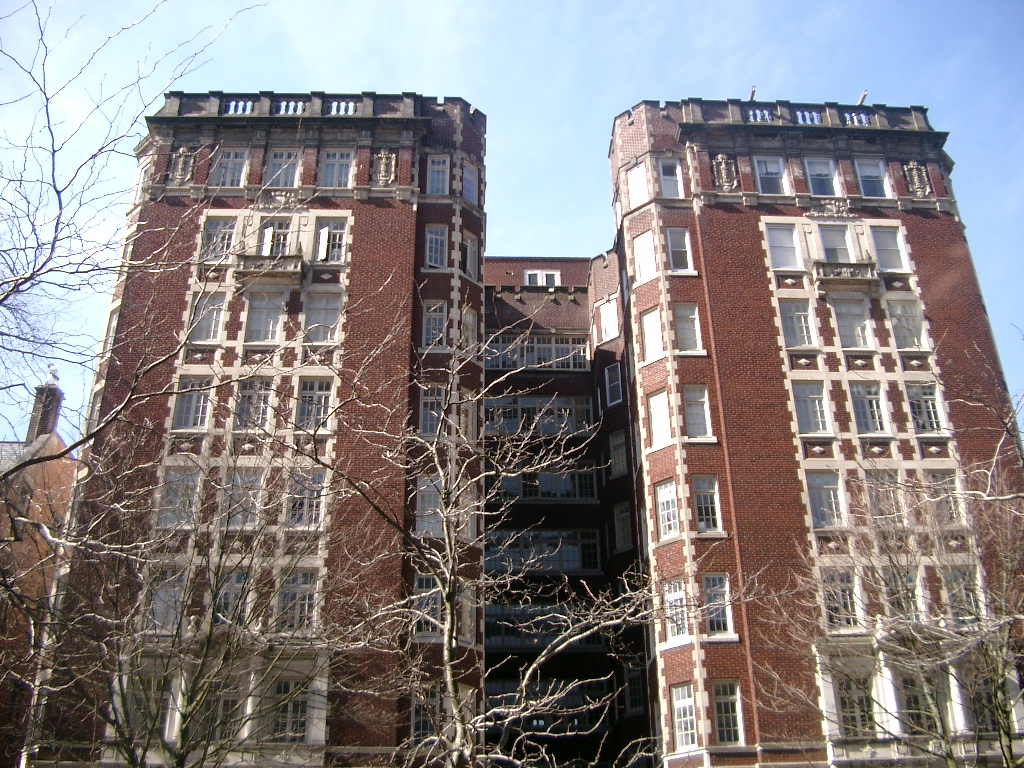
アンバサダー・アパートメンツ上層部

アンバサダー・アパートメンツ（英: Ambassador Apartments）は、アメリカ合衆国オレゴン州ポートランドにある歴史的な建築物である。カール・リンドによって設計され、1922年に竣工した。1979年に国家歴史登録財に追加された。
外観はジャコビアン様式を基調とし、ファサードには1920年代に流行したglaced terra-cottaの代わりにアイダホ・サンドストーンを使用するあたりはポートランドの特徴である。
ダウンタウンの一等地に立つこの建築物は、現在では集合住宅として使われている。1999年の時点における一部屋の最安値は148,000米ドルであった。